# 高原之宝

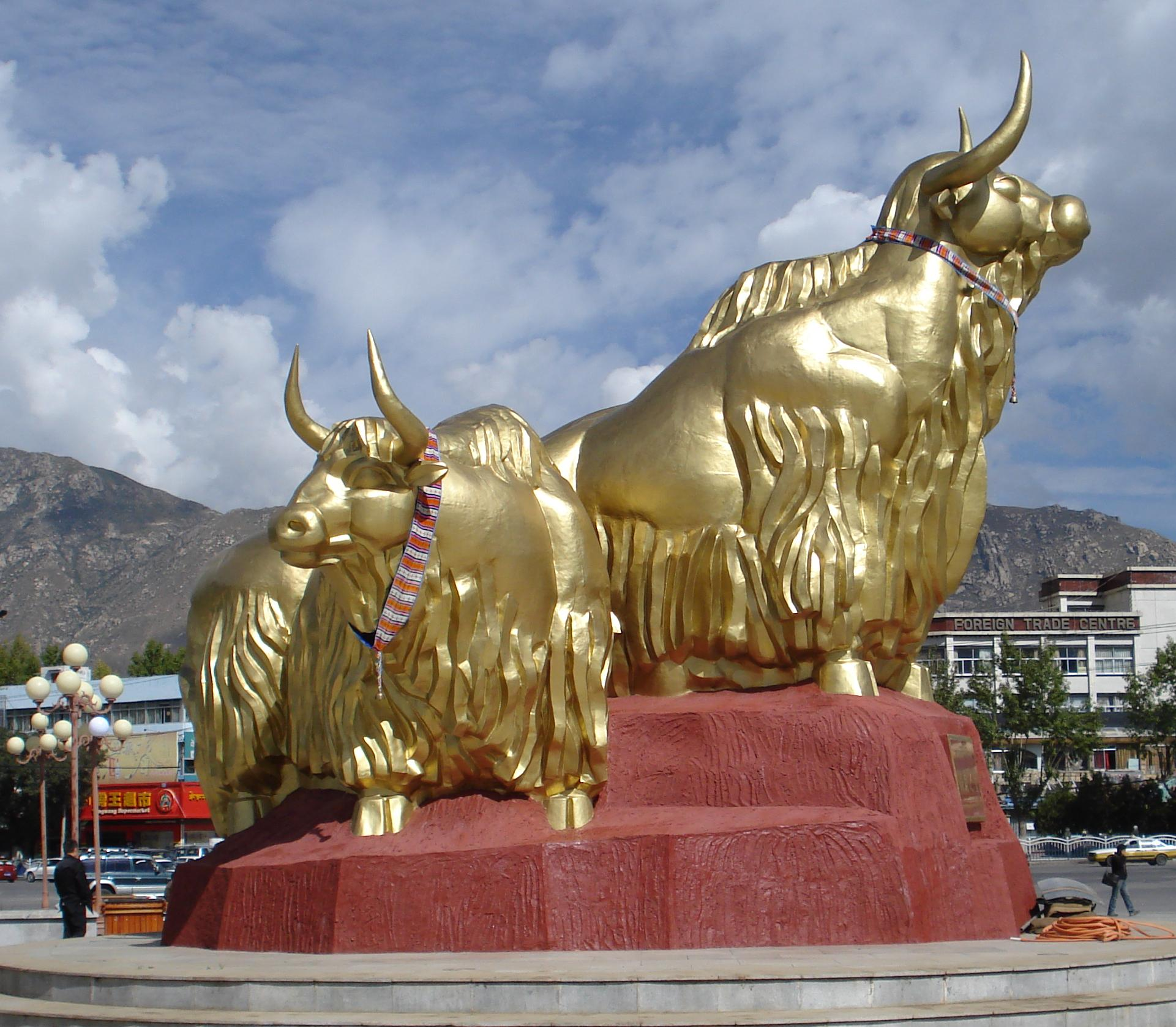
北京中路上的高原之宝

高原之宝是中国西藏自治区拉萨市的一座城市雕塑。

## 简介
该雕塑由郑晓东（后为成都理工大学广播影视学院教授）设计，1991年5月2日立于北京中路同林廓北路和罗布林卡路的交汇处，后于2008年迁至兴建中的药王山公园。该雕塑是由2吨重的铜制成的一对牦牛，在阳光下金光闪闪。

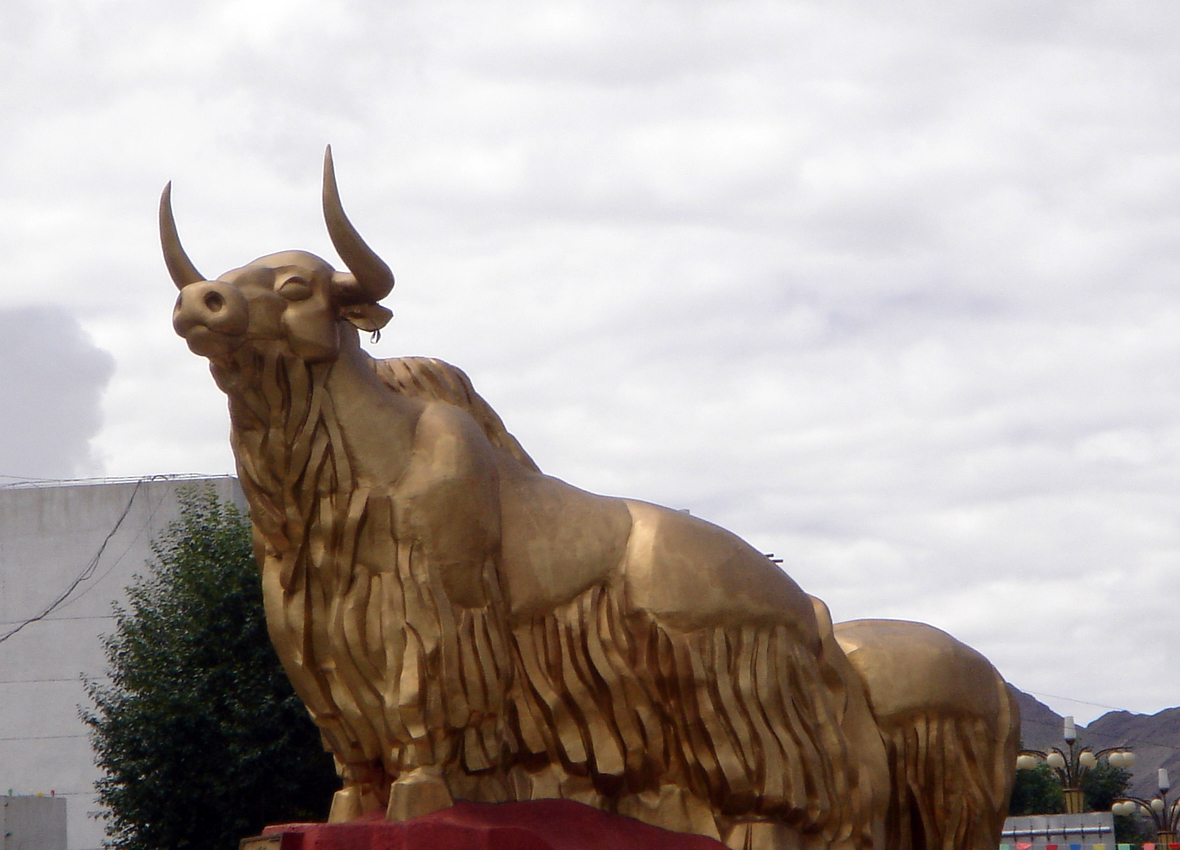
北京中路上的高原之宝
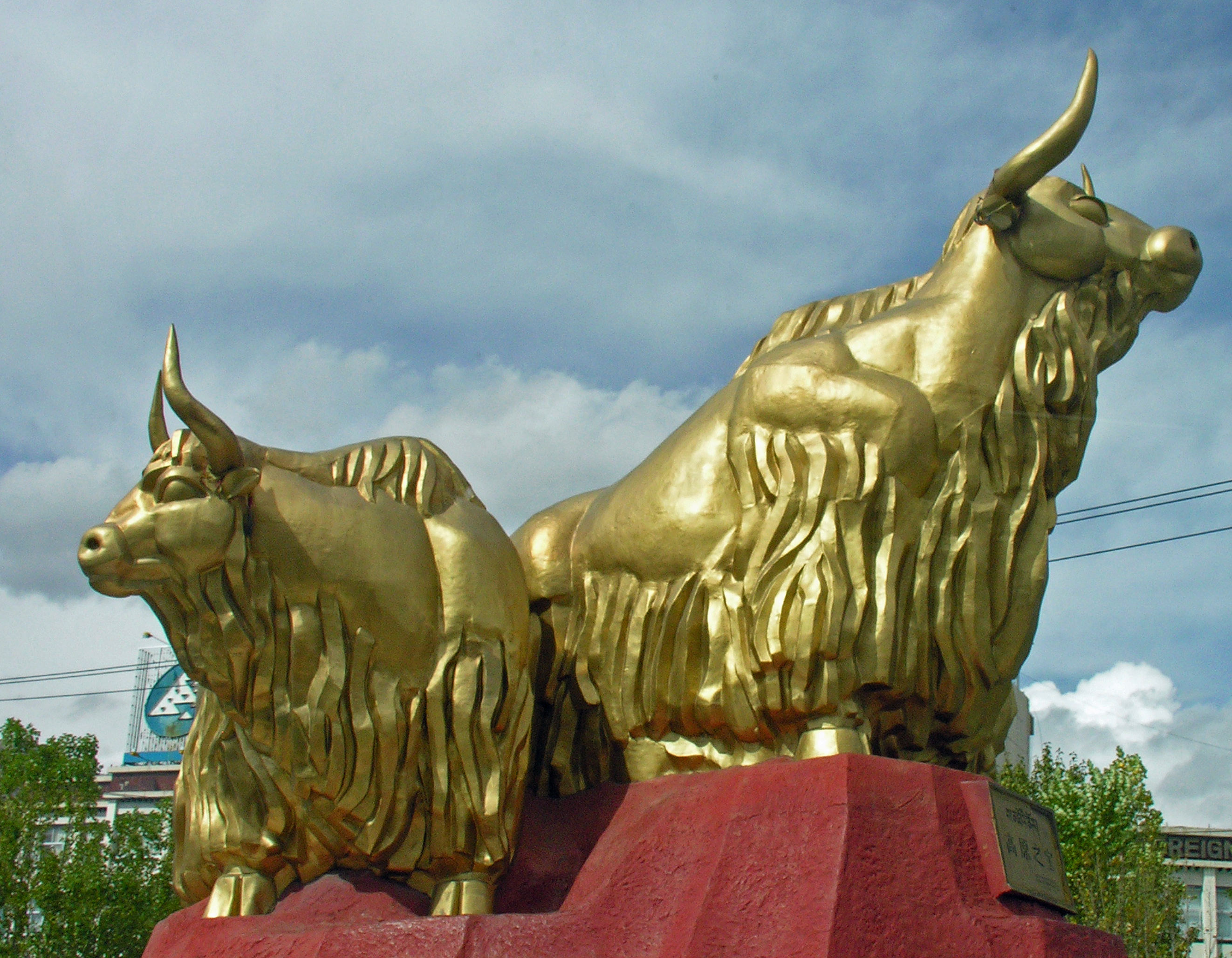
北京中路上的高原之宝